# Epizod Berlin-West
Epizod Berlin-West – polski film obyczajowy z 1986 roku w reżyserii Mieczysława Waśkowskiego. Film powstał na podstawie powieści Jerzego Ofierskiego pt. Zstąpiłeś na Broadway Mesjaszu.
Lokacje: Berlin Zachodni, Niemiecka Republika Demokratyczna, Warszawa.

## Opis fabuły
Lata 80. Jan Bard (Janusz Zakrzeński), polski intelektualista i pisarz, wyjeżdża do Berlina Zachodniego. Pracuje tu nad kolejną powieścią. W Niemczech spotyka swoją dawną miłość, Izę (Ewa Szykulska). Odżywa łączące ich niegdyś uczucie. Kobieta jest byłą żoną wydawcy powieści Barda. Sytuacja wkrótce się komplikuje.

## Obsada
- Janusz Zakrzeński jako Bard
- Ewa Szykulska jako Iza
- Leon Niemczyk jako Nyżyński
- Zora Ulla Kesler jako Kristin
- Bořivoj Navrátil jako Loebl
- Barbara Brylska jako Monika
- Bogdan Baer jako Kronowicz
- Marek Frąckowiak jako Krzysztoń
- Renata Kretówna jako Hanka, pomocnica Nyżyńskiego
- Zbigniew Buczkowski jako sekretarz
- Alicja Jachiewicz jako aktorka
- Birgit Frohriep jako burmistrzowa

i inni